# مينورو هيغا
مينورو هيغا (باليابانية: 比嘉稔) هو لاعب كاراتيه ياباني، ولد في 18 سبتمبر 1941 في ناها في اليابان.